# 脆化
脆化（ぜいか、英語：embrittlement）とは、金属やプラスチックなどが展延性や靱性を失い、脆（もろ）く壊れやすくなること。物理的、化学的要因によるさまざまな脆化現象が知られている。

## 各種の脆化現象
- 水素脆化 - 鋼材中に吸収された水素により鋼材の強度が低下する現象。
- 照射脆化 - 運転中の原子力発電所において、中性子の照射により原子炉圧力容器の鋼材に微細な組織変化が生じ、容器鋼材が脆くなる現象[2]。中性子照射脆化ともよばれる。高経年化した原子炉では、脆くなる限界の温度（脆性遷移温度、fracture appearance transition temperature ; FATT）が上昇、緊急冷却で急激に温度を下げた場合、圧力容器が壊れる可能性があることが懸念されている[3]。
- 硫化水素の吸収による脆化
- 液体金属による脆化（en:Liquid metal embrittlement） - 液体ガリウムなど。
- 低温脆化 - プラスチック、ゴム、金属で生じる。
- 紫外線による脆化 - 高分子化合物が紫外線の照射を受け、分子レベルで変性することで生じる[4][5][6][7][8][9][10][11]。
- 繊維や衣類における脆化 - 染料、漂白剤、温度変化等により脆化が生じることがある[12]。
- 高温や酸化によるアスファルトの脆化